# Appliquer ou expliquer
Appliquer ou expliquer (de l'expression anglaise comply or explain), est une approche réglementaire utilisée au Royaume-Uni, en Allemagne, aux Pays-Bas, au Canada, en France et dans d'autres pays dans les domaines de la gouvernance d'entreprise et de la supervision financière. Plutôt que de voter des lois contraignantes, les organismes gouvernementaux de régulation (au Royaume-Uni, le Financial Reporting Council, en Allemagne, l'Aktiengesetz) définissent un code qui énumère les règles auxquelles les entreprises doivent se conformer ; si elles ne s'y conforment pas, elles doivent expliquer publiquement pourquoi. Le code de gouvernance d'entreprise du Royaume-Uni, son équivalent allemand, le Deutscher Corporate Governance Kodex (de), le Code Tabaksblat (nl) néerlandais et les codes AFEP-MEDEF et Middlenext en France utilisent cette approche pour établir les règles minimales pour les entreprises en ce qui concerne la composition de leurs comités d'audit, celle de leurs comités de rémunération et des recommandations quant à la répartition des rôles entre les divers comités.
Le but est de laisser le marché décider si un ensemble de normes est approprié pour une entreprise donnée. Dans la mesure où une entreprise peut s'éloigner de la norme, cette approche rejette l'idée d'une règle obligatoire pour tous ; en raison de l'exigence de divulgation aux investisseurs du marché, si ces derniers n'acceptent pas les explications, ils vendront leurs actions, créant ainsi une « sanction de marché », plutôt qu'une sanction juridique. Ce concept a été introduit à la suite des recommandations du rapport Cadbury (en) de 1992.

## Droit canadien
En droit canadien, l'approche appliquer ou expliquer est adoptée dans la Loi canadienne sur les sociétés par actions concernant les politiques en matière de diversité dans les conseils d'administration. Le législateur a modifié la loi en 2019 pour inciter les conseils d'administration des sociétés faisant affaires avec le public à inclure davantage de femmes, d'autochtones, de  personnes handicapées et de personnes qui font partie des minorités visibles. Il ne s'agit pas d'une obligation pour les grandes sociétés d'inclure ces personnes, mais si les sociétés transigeant avec le public ne les incluent pas, elles doivent au moins expliquer pourquoi elles ne le font pas dans leurs rapports annuels.    
D'après l'art. 172.1 LCSA, une société est obligée d'expliquer « les renseignements réglementaires concernant la diversité au sein des administrateurs et au sein des membres de la haute direction au sens des règlements ».
Les informations relatives à la diversité que la société doit présenter dans ses rapports annuels sont prévues à l'article 72.2 du Règlement sur les sociétés par actions de régime fédéral (2001).